# Cirsonella laxa
Cirsonella laxa är en snäckart som beskrevs av Powell 1937. Cirsonella laxa ingår i släktet Cirsonella och familjen Skeneidae. Inga underarter finns listade i Catalogue of Life.